# Ligne de Magnac - Touvre à Marmande
(Angoulême - Ribérac - Marmande)
La ligne de Magnac - Touvre à Marmande est une ligne ferroviaire en France, qui reliait les gares de Magnac - Touvre à proximité immédiate d'Angoulême et de Marmande, en desservant Ribérac, Mussidan, Bergerac et Eymet.
Elle figure toujours dans la nomenclature du réseau ferré national sous le no 618 000.
Entre Angoulême et Ribérac, le trafic était principalement à destination et en provenance de Périgueux, d'où le nom officieux de ligne d'Angoulême à Périgueux pour cette section,.

## Historique

### La création et la construction
L'idée d'une ligne destinée à relier la ligne de Paris à Bordeaux à la ligne de Bordeaux à Sète est née en 1875. C'est ainsi qu'une loi du 2 décembre 1875 déclarait d'utilité publique la ligne de Magnac - Touvre à Marmande et approuvait la convention de concession signée à la même date entre le Ministre des travaux publics, et Messieurs le baron de Montour, le comte de Leusse et le baron de Bonnemains. Cependant, ce groupement d'entreprises privées, à l'assise financière jugée par la suite insuffisante, est déchu de ses droits le 21 septembre 1878.
La loi du 3 juillet 1879 en autorise la réalisation par la Compagnie des chemins de fer de l'État. Les travaux débutèrent en avril 1880.
La ligne est concédée à titre définitif par l'État à la Compagnie du chemin de fer de Paris à Orléans par une convention signée entre le ministre des Travaux publics et la compagnie le 28 juin 1883. Cette convention est approuvée par une loi le 20 novembre suivant. La compagnie en achève la construction.
La mise en service a lieu de façon échelonnée : entre Bergerac et Marmande le 15 novembre 1886, de Mussidan à Bergerac le 27 août 1888, de Ribérac à Mussidan le 14 avril 1890 et de Magnac - Touvre à Ribérac le 1er juillet 1894. Le tronçon d'Angoulême à Magnac - Touvre avait été ouvert le 26 avril 1875 (ligne de Limoges-Bénédictins à Angoulême).

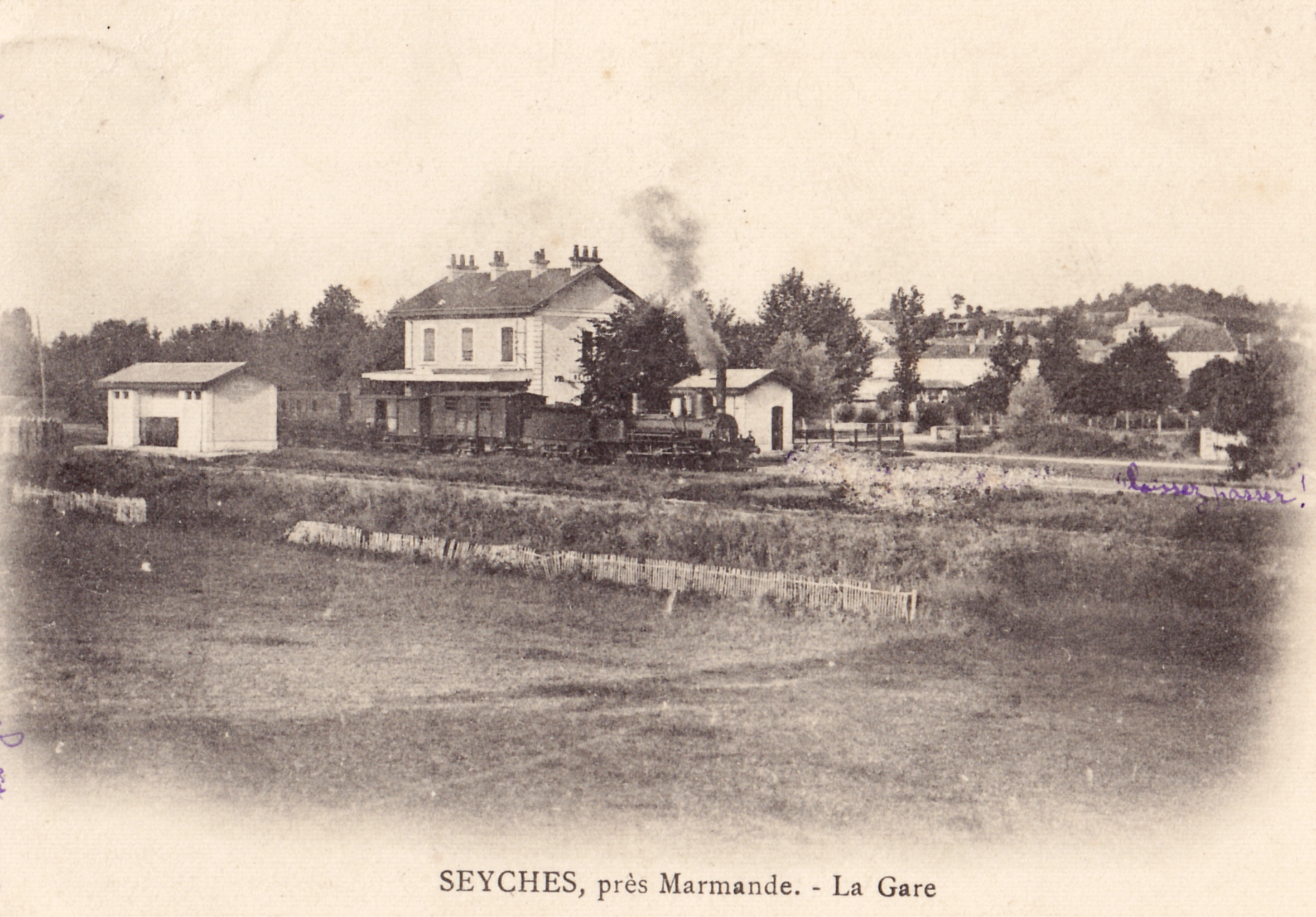
La gare de Seyches, vers 1903.

### Les fermetures

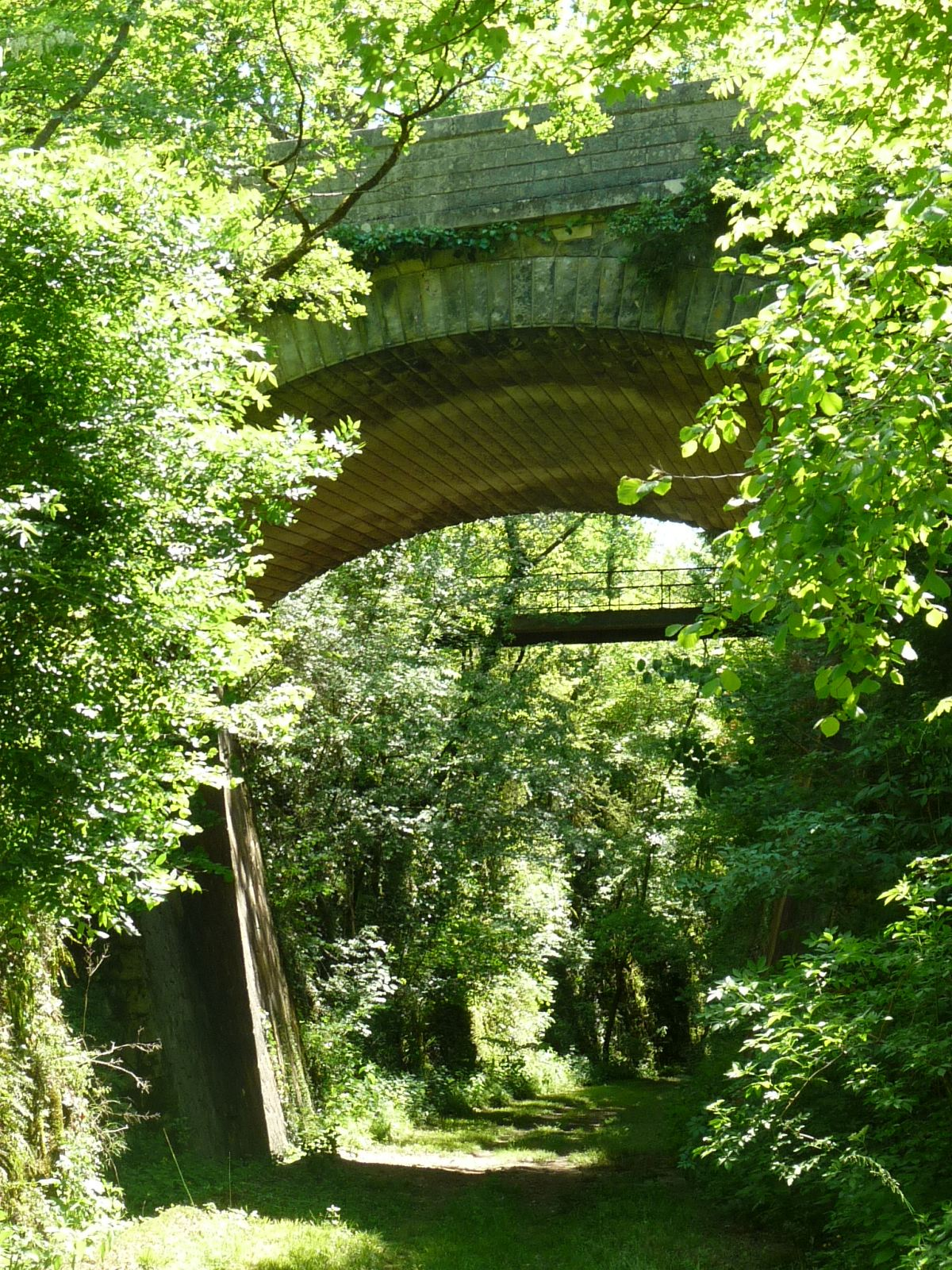
Passage inférieur à Édon (Charente)

Les vitesses très modérées et les délais de correspondances interminables n'étaient pas de nature à attirer les voyageurs. Aussi dès le 5 décembre 1938 la section entre Eymet et Marmande est desservie par autocars. La fermeture au service des voyageurs de la section de Magnac - Touvre à Bergerac intervient le 15 mai 1939, suivie le 23 mai 1940 de la section restante de Bergerac à Eymet.
Sur certaines sections, un service voyageurs insignifiant assuré par trains MV reprend toutefois après la guerre pour prendre fin en 1953.
Les fermetures au service des marchandises sont intervenues aux dates suivantes :
- De Mussidan à Bergerac, le 30 septembre 1942 avec dépose de la voie par l'occupant.
- De Magnac - Touvre à Mussidan, le 17 décembre 1951.
- De Bergerac à Marmande, le 1er novembre 1953.

### Le déclassement de la ligne
La section de Mussidan à Bergerac (PK 545,495 à 574,983) est déclassée par décret du 16 octobre 1953,.
Les sections de Magnac - Touvre à Mussidan (PK 461,000 à 541,450) et de Cours-de-Pile à Marmande (PK 579,324 à 650,234) sont déclassées par décret du 12 novembre 1954.
Une courte section entre Magnac - Touvre et Garat (PK 457,163 à 461,000) est déclassée par décret du 19 octobre 1967.